# Mycodrosophila kuntii
Mycodrosophila kuntii är en tvåvingeart som beskrevs av Kumar och Gupta 1992. Mycodrosophila kuntii ingår i släktet Mycodrosophila och familjen daggflugor. Inga underarter finns listade i Catalogue of Life.